# Tyler Winklevoss
Tyler Howard Winklevoss (ur. 21 sierpnia 1981 w Southampton) – amerykański wioślarz oraz przedsiębiorca. Reprezentant Stanów Zjednoczonych w wioślarskiej dwójce bez sternika podczas Letnich Igrzysk Olimpijskich w Pekinie. Pływał razem z bratem bliźniakiem – Cameronem.

## Osiągnięcia sportowe
- Mistrzostwa Świata Juniorów – Płowdiw 1999 – dwójka ze sternikiem – 8. miejsce[2].
- Igrzyska Panamerykańskie – Rio de Janeiro 2007 – złoto w ósemce oraz srebro w czwórce bez sternika[3]
- Igrzyska Olimpijskie – Pekin 2008 – dwójka bez sternika – 6. miejsce[1][2].
- Mistrzostwa Świata – Poznań 2009 – ósemka – 9. miejsce[2].

## Biznes
Tyler Winklevoss i jego brat Cameron są znani z założenia wraz z kolegą ze studiów w Harvardzie - Divyą Narendrą serwisu HarvardConnection (później przemianowanego na ConnectU). W 2004 pozwali oni Marka Zuckerberga, założyciela Facebooka, o 65 milionów dolarów, twierdząc, że ukradł ich pomysł na stworzenie serwisu społecznościowego. Sprawa zakończyła się ugodą. Opowiada o tym nominowany do Oscara film The Social Network w reżyserii Davida Finchera z 2010. Role obu braci Winklevossów odtwarza w nim aktor Armie Hammer (w niektórych scenach dublował go Josh Pence).